# Ironman Italy
Der Ironman Italy ist seit 2017 jährlich im September in Cervia an der Adria über die Ironman-Distanz (3,86 km Schwimmen, 180,2 km Radfahren und 42,195 km Laufen) ausgetragene Triathlon-Sportveranstaltung.

## Organisation
Der „Ironman Italy Emilia-Romagna“ ist Teil der Ironman-Weltserie der World Triathlon Corporation (WTC), einem Tochterunternehmen der chinesischen Wanda-Group.
Das Rennen war bereits für 2016 angekündigt worden, musste dann aber aus organisatorischen Gründen wieder aus dem Kalender gestrichen werden.

Es war dies der erste Ironman-Event über die Langdistanz in Italien. Cervia liegt in Norditalien in der Region Emilia-Romagna, etwa 20 km von Ravenna entfernt.

Daneben gibt es in Italien über die halbe Ironman-Distanz seit 2011 noch den Ironman 70.3 Italy in Pescara.

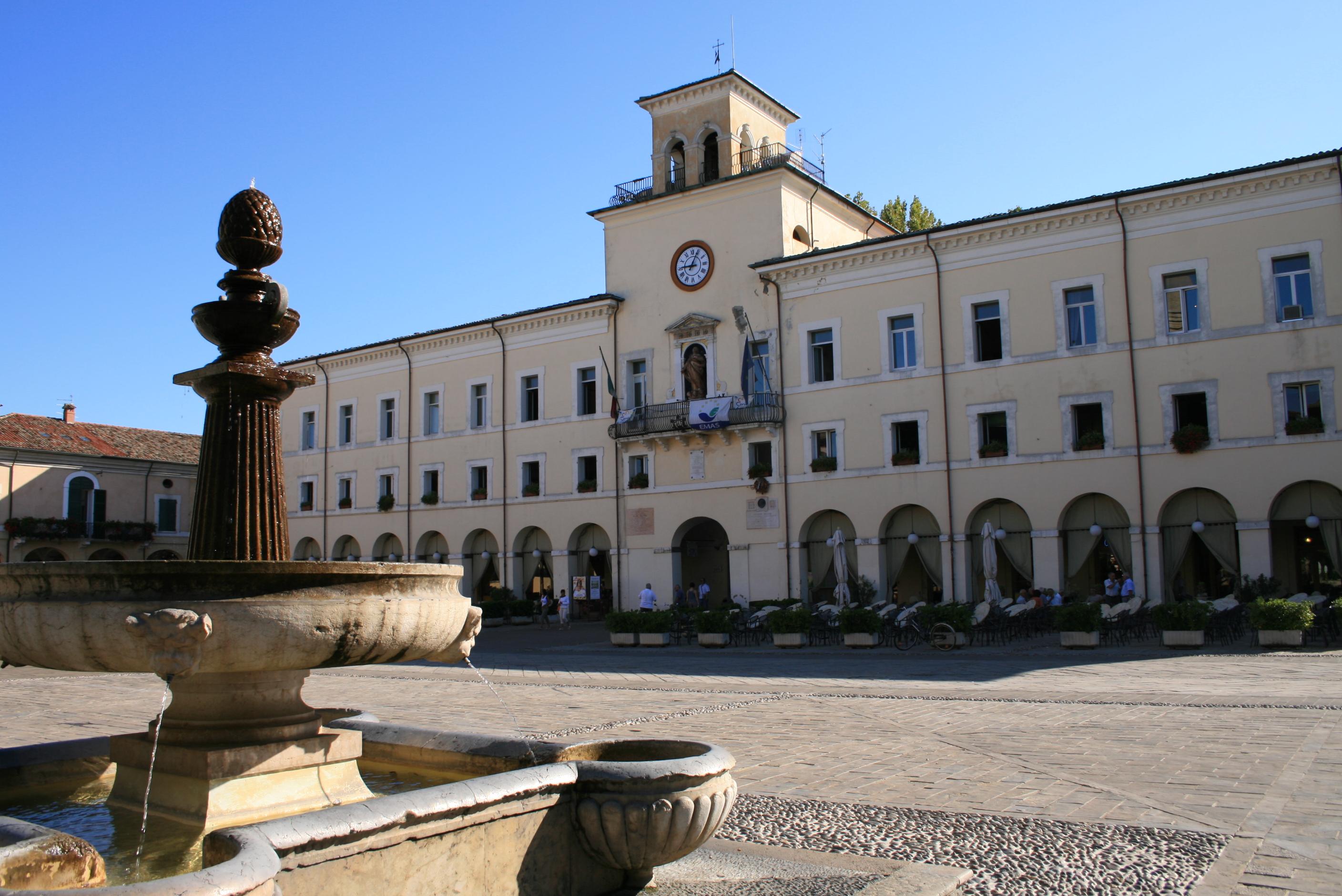
Der Stadtplatz von Cervia

Amateure haben hier in Cervia die Möglichkeit, sich für den Erwerb eines Startplatzes beim Ironman Hawaii zu qualifizieren, wozu 40 Qualifikationsplätze zur Verfügung stehen.
Profi-Triathleten, die hier um die 40.000 US-Dollar Preisgeld kämpfen, können sich für den mit insgesamt 650.000 US-Dollar ausgeschriebenen Wettkampf in Hawaii über das Kona Pro Ranking System (KPR) qualifizieren.
In Cervia erhalten Sieger und Siegerin je 2000 Punkte, weitere Platzierte eine entsprechend reduzierte Punktzahl.

Zum Vergleich: Der Sieger auf Hawaii erhält 8000 Punkte, die Sieger in Frankfurt, Texas, Florianópolis, Cairns und Port Elizabeth jeweils 4000, bei den übrigen Ironman-Rennen entweder 1000 oder 2000 Punkte.
Bei der Erstaustragung 2017 konnte der Deutsche Andreas Dreitz in 8:03:27 h den Sieg erringen. Bei der letzten Austragung am 21. September 2019 wurden hier sowohl bei den Männern wie auch den Frauen neue Streckenrekorde erzielt. Die ursprünglich für die 19. September 2020 angesetzte vierte Austragung musste im Zuge der COVID-19-Pandemie abgesagt werden.
2021 waren hier keine Profis am Start. 
Die für den 17. September 2022 geplante fünfte Austragung musste einen Tag vor dem Rennen nach starken Regenfällen abgesagt werden. Das Rennen wurde einen Tag später am Sonntag, den 18. September, – am selben Tag wie der Ironman 70.3 Italy in Emilia-Romagna – mit einem Profi-Starterfeld bei den Frauen ausgetragen.

## Streckenverlauf
- Der Schwimmkurs im Adriatischen Meer geht über eine Runde mit 3,86 km.
- Die Raddistanz über 180,2 km wird über zwei Runden zurückgelegt.
- Der abschließende Marathonlauf verläuft über vier Runden zu je 10,55 km auf einem flachen und größtenteils schattigen Laufkurs.

## Siegerliste
| N ° | Datum/Jahr    | Männer                  | Männer              | Männer           | Frauen                  | Frauen            | Frauen          |
| N ° | Datum/Jahr    | Erster Platz            | Zweiter Platz       | Dritter Platz    | Erster Platz            | Zweiter Platz     | Dritter Platz   |
| --- | ------------- | ----------------------- | ------------------- | ---------------- | ----------------------- | ----------------- | --------------- |
| 8   | 20. Sep. 2025 |                         |                     |                  |                         |                   |                 |
| 7   | 21. Sep. 2024 | Chris Beckmans          | Daniel Niederreiter | Tim Koniarski    | Bettina Innocenti       | Evgenia Boulmeti  | Sophie Drews    |
| 6   | 16. Sep. 2023 | Stenn Goetstouwers (SR) | David McNamee       | Henrik Goesch    | Joanna Soltysiak-Vrebac | Janette Dommer    | Denise Hiemann  |
| 5   | 18. Sep. 2022 | Michael Wegricht        | Benjamin Ueltschi   | Herbert Enzinger | Svenja Thoes (SR)       | Julie Derron      | Joanna Ryter    |
| 4   | 18. Sep. 2021 | Gijs Van Ranst          | Sergii Malchyk      | Oliver Bates     | Fabia Maramotti         | Jana Binninger    | Desirée Germann |
| 3   | 21. Sep. 2019 | Cameron Wurf            | Jaroslav Kovačič    | Giulio Molinari  | Carolin Lehrieder       | Jenny Schulz      | Mareen Hufe     |
| 2   | 22. Sep. 2018 | Andreas Böcherer        | Michael Rünz        | Julian Mutterer  | Daniela Sämmler         | Gabriella Zelinka | Bianca Steurer  |
| 1   | 23. Sep. 2017 | Andreas Dreitz          | Jens Petersen-Bach  | Andrej Vištica   | Lucy Gossage            | Tine Deckers      | Marta Bernardi  |